# Francis Jammes
Francis Jammes [żam] (ur. 2 grudnia 1868 w Tournay, Pireneje Wysokie, zm. 1 listopada 1938 w Hasparren, Pireneje Atlantyckie) – francuski poeta, pisarz, dramaturg i krytyk literacki; przedstawiciel franciszkanizmu w literaturze modernistycznej.

## Życie i twórczość
Jammes pobierał nauki w Pau, a później w Bordeaux. W 1886 roku odkrył twórczość Charles'a Baudelaire'a. Własne poezje zaczął pisać po niepowodzeniu na maturze (otrzymał zero z języka francuskiego). Po śmierci ojca, Victora Jammes'a, w 1888 roku zamieszkał wraz z matką w Orthez. Do 1894 roku wydał cztery zbiory poetyckie: Six Sonnets w 1891 roku i trzy wydania pod tytułem Vers. W 1895 roku postanowił całkowicie poświęcić się poezji; ukazał się wtedy poemat Un jour. Jego utwory zostały zauważone między innymi przez Stéphane'a Mallarmégo i André Gide'a. Jammes nawiązał wtedy współpracę z czasopismem „Mercure de France”. W 1896 roku spotkał się z Gide'em podczas podróży po Algierii.
W 1897 roku opublikował manifest poetycki Le jammisme, w którym przeciwstawił się panującym wtedy w literaturze francuskiej trendom artystycznym. Rok później ukazał się De l'Angélus de l'aube à l'Angélus du soir. W 1900 roku Jammes poznał katolickiego poetę Paula Claudela. Rok później opublikował Le Deuil des Primevères. W wieku 35 lat przeżył nieszczęśliwą historię miłosną, którą opisał w cyklu Tristesses opublikowanym w 1906 roku w zbiorze Clairières dans le ciel. Rok wcześniej, za sprawą między innymi Claudela, powrócił do chrześcijaństwa; od tamtego czasu jego twórczość miała charakter katolicki. W 1912 roku ukazał się cykl Géorgiques chrétiennes.
Wielokrotnie, choć bez rezultatu, starał się o członkostwo w Akademii Francuskiej.
Po śmierci Jammes'a ukazało się wiele tomów jego korespondencji ze znanymi francuskimi pisarzami, między innymi André Gide'em, Stéphane'em Mallarmém, Albertem Samainem, Colette, Paulem Claudelem czy Francisem Vielé-Griffinem.